# ジャクリーン (競走馬)
ジャクリーン（Jacqueline、2006年4月9日 - ）はインドの競走馬である。インド競馬のクラシック競走で4冠を達成し、インドでの競走馬の獲得賞金記録を塗り替えた。

## 経歴

### デビュー前
2005年11月、ゴフス社（Goffs）の繁殖牝馬セールで、King Charlemagne の仔を受胎した母 Talita Kumi が購買されてインドへ渡り、2006年4月9日に誕生した牝馬がジャクリーンである。ジャクリーンは、ペシ・シュロフ（Pesi Shroff）調教師の下へ入厩した。

### 競走生活
2008年から2009年のシーズンは、ムンバイ（マハラクシュミ）競馬場、バンガロール競馬場、プネー競馬場で出走し、バンガロールのフィリーズトライアルステークスに優勝、キングフィッシャー・バンガロールダービー2着、ムンバイのプーナワラ・ブリーダーズ・マルチミリオン3着（いずれもインド国内の格付けではG1競走）といった成績を収めた。
2009年から2010年のシーズンでは、緒戦を制した後、鞍上にリチャード・ヒューズを迎えてクラシック競走に臨み、インド1000ギニー、インド2000ギニー、インドオークス、インドダービーと4連勝する。インドのクラシック5競走における1000ギニーからダービーまでの4戦完全制覇は、インド競馬史上初の快挙だった。その後、インド・ターフ招待カップで僅差2着に敗れると、球節炎が発覚し、5冠目のインドセントレジャーへの出走態勢が整わないことから、現役を引退して繁殖入りすることが決まった。
通算成績は11戦8勝。獲得賞金は、インドの競走馬として初めて3000万ルピーを突破した。引退時は、その偉業を愛しまれて、ロイヤル・ウェスタン・インディア・ターフクラブ（RWITC）がマハラクシュミ競馬場のパドックで引退式を催した。また、2009-2010年シーズンのRWITC最優秀牝馬・最優秀競走馬に選ばれた。

### 繁殖生活
ジャクリーンの繁殖入り後、初年度はオーナーの一人クシュロー・ダンジブホイ（Khushroo Dhunjibhoy）が所有する牧場ナノリスタッドファーム（Nanoli Stud Farm）で特に優秀な種牡馬だったグローリーオブダンサー（Glory of Dancer）が付けられた。初仔の誕生前にジャクリーンは、期限付きではあるがクールモアに預託され、父ガリレオ（Galileo）の仔を2頭出産、そのうちロードネイピア（Lord Napier）はイギリスで障害の重賞を勝った。ジャクリーンは2016年1月にインドへと戻り、ナノリスタッドファームで繋養されている。

## 血統表
| ジャクリーンの血統            | ジャクリーンの血統                   | ジャクリーンの血統  | （血統表の出典）    | （血統表の出典） |
| 父系                          | ヌレイエフ系                         | ヌレイエフ系        | ヌレイエフ系        | [ § 2 ]          |
| 父 King Charlemagne 1998 鹿毛 | 父の父Nureyev 1977 鹿毛              | Northern Dancer     | Nearctic            | Nearctic         |
| 父 King Charlemagne 1998 鹿毛 | 父の父Nureyev 1977 鹿毛              | Northern Dancer     | Natalma             |                  |
| 父 King Charlemagne 1998 鹿毛 | 父の父Nureyev 1977 鹿毛              | Special             | Forli               | Forli            |
| 父 King Charlemagne 1998 鹿毛 | 父の父Nureyev 1977 鹿毛              | Special             | Thong               |                  |
| 父 King Charlemagne 1998 鹿毛 | 父の母Race the Wild Wind 1989 黒鹿毛 | Sunny's Halo        | Halo                | Halo             |
| 父 King Charlemagne 1998 鹿毛 | 父の母Race the Wild Wind 1989 黒鹿毛 | Sunny's Halo        | Mostly Sunny        |                  |
| 父 King Charlemagne 1998 鹿毛 | 父の母Race the Wild Wind 1989 黒鹿毛 | Redpath             | Indian Chief        | Indian Chief     |
| 父 King Charlemagne 1998 鹿毛 | 父の母Race the Wild Wind 1989 黒鹿毛 | Redpath             | Lady Marguery       |                  |
| 母 Talita Kumi 1995 鹿毛      | 母の父High Estate 1986 黒鹿毛        | Shirley Heights     | Mill Reef           | Mill Reef        |
| 母 Talita Kumi 1995 鹿毛      | 母の父High Estate 1986 黒鹿毛        | Shirley Heights     | Hardiemma           |                  |
| 母 Talita Kumi 1995 鹿毛      | 母の父High Estate 1986 黒鹿毛        | Regal Beauty        | Princely Native     | Princely Native  |
| 母 Talita Kumi 1995 鹿毛      | 母の父High Estate 1986 黒鹿毛        | Regal Beauty        | Dennis Belle        |                  |
| 母 Talita Kumi 1995 鹿毛      | 母の母Temple Music 1976 芦毛         | Northfields         | Northern Dancer     | Northern Dancer  |
| 母 Talita Kumi 1995 鹿毛      | 母の母Temple Music 1976 芦毛         | Northfields         | Little Hut          |                  |
| 母 Talita Kumi 1995 鹿毛      | 母の母Temple Music 1976 芦毛         | Templeogue          | Prodomo             | Prodomo          |
| 母 Talita Kumi 1995 鹿毛      | 母の母Temple Music 1976 芦毛         | Templeogue          | Tilla               |                  |
| 母系(F-No.)                   | (FN:3-e)                             | (FN:3-e)            | (FN:3-e)            | [ § 3 ]          |
| 5代内の近親交配               | Northern Dancer 3×4                  | Northern Dancer 3×4 | Northern Dancer 3×4 | [ § 4 ]          |
| 出典                          | 1. 2. 3. 4.                          | 1. 2. 3. 4.         | 1. 2. 3. 4.         | 1. 2. 3. 4.      |